# Piet Payens
Petrus Johannes Maria (Piet) Payens/Paijens (Helmond, 9 oktober 1887 – Paramaribo, 10 mei 1956) was een directeur en politicus in Suriname.
Hij werd geboren als zoon van Petrus Wilhelmus Paijens (1851-1910; directeur gasfabriek) en Clementina Maria Johanna Sauter (1856-1894). Hij kwam in 1908 als onderdirecteur van de Surinaamse tak van de Nederlands Indische Gas Maatschappij (NIGM) naar Suriname om in Paramaribo een gasfabriek te beginnen. Een jaar later vond de officiële opening plaats. Rond 1919 volgde hij D. Olthuis op als directeur van de fabriek in Paramaribo. Vanaf 1931 had NIGM (later OGEM) in Suriname ook een elektriciteitscentrale. In 1934 werd hij opgevolgd door W. Vogel en keerde terug naar Nederland. Payens kwam echter in 1939 terug naar Suriname als waarnemend directeur in verband met het verlof van Vogel naar Europa van minstens een half jaar. Payens werd weer de directeur en was vanaf 1942 tevens vier jaar lid van de Staten van Suriname. Hij gaf in 1950 opnieuw zijn functie als directeur op. Tot die tijd was hij ook honorair consul van België waarna Cornelis Jong Baw hem als zodanig opvolgde. Hij bleef wonen in Suriname en overleed daar in 1956 op 68-jarige leeftijd.